# ماهیچه چهارگوش کف پا
ماهیچه چهارگوش کف پا یا عضله مربعی کف‌پایی (انگلیسی: Quadratus plantae muscle) ماهیچه‌ای است که به خم شدن انگشتان پا کمک می‌کند.
خاستگاه آن پاشنه و نیام کف‌پابی (plantar fascia) و پیوندگاه آن زردپی‌های (تاندون‌های) ماهیچه دراز خم‌کننده انگشتان پا است.
عصب‌گیری آن نیز از عصب کف‌پایی جانبی (lateral planter) است.